# Дипломатски дар
Дипломатски дар или дипломатски поклон је поклон који даје дипломата, политичар или вођа приликом посете страној земљи. Обично  домаћин реципрочно дарује представника друге земље. Употреба дипломатских поклона датира још из периода античког света и даваоци су се такмичили да надмаше једни друге у раскоши својих дарова. Примери укључују свилу коју су Западу дали Византинци у раном средњем веку, луксузну књигу и дипломатију даривања панди од стране Кинеза у двадесетом столећу.

## Средњи век
Године 757. византијски цар Константин V је дао Пипину III од Француске механички оргуље са намером да укаже на супериорност византијске технологије.

## Рана модерна дипломатија

### Османско царство
Даривање је било важан део културе Османског царства и британско-османских односа. Османске дипломатске праксе биле су углавном усмерене ка успостављању османске супериорности у свим спољним односима, а размена поклона је учврстила то виђење „универзалне империје“ које је владало бомбастичном дипломатском реториком царства.
Улога даривања у успостављању дипломатских односа виљива је током историје Османског царства. Краљица прво шаље поклоне зване pışkeşleri и прихватањем тих поклона hedaya hayr-ı kabulda треба успоставити формалне односе. Ова култура је била повезана са корупцијом и митом, и била је од суштинског значаја за одржавање дипломатских односа. Барон Пеџет је једном рекао: „Ако не можемо да нађемо новац да министрима дамо уобичајене поклоне... ми који смо икада прошли са поштовањем изнад свих других нација бићемо најпрезренији“.

### Енглеској и Шкотској
Када је Ана од Данске дошла у Шкотску маја 1590. године, била је у пратњи дипломатског кора који је присуствовао њеном крунисању и проценили вредност земљишта и палата које јој је доделио Џејмс VI. Златар Томас Фоулис је обезбедио златне ланце као дипломатске поклоне за Педера Манка и друге данске изасланике. Фоулис је направио четири златна ланчића за амбасадоре који су присуствовали крштењу принца Хенрија 1594. године, они дати Кристијану Бернекову и Стину Билу из Данске били су тежи и скупљи од оних датих Адаму Крузијусу из Брунсвика и Јоакиму фон Басевицу из Мекленберга.
Дипломате су доносиле поклоне од монарха које су представљале и обично су и сами добијали поклоне када су одлазили, често на церемонији аудијенције- Причало се да је француски амбасадор на двору Џејмс I Стјуарт, Кристоф де Харлеј, гроф од Бомонта, изазвао увреду неочекивано захтевајући вредне поклоне. Џон Чемберлен је писао да је Бомонт покварио своју репутацију „механичким триковима“ када је напустио Енглеску, тражећи већи поклон сребрне плоче, добијајући два коња и „велике и мале слике са драгуљима“, уз поклоне енглеских племића његових познаника. Под „механичким“, Чемберлен подразумева понашање недостојно дипломатске класе.
Извештаји благајне дају неке детаље о поклонима датим Беаумонту. Златари Вилијам Херик и Арнолд Лулс су у октобру 1606. плаћени 459 фунти за „две слике од злата постављене каменом“ које је Ана од Данске поклонила Бомонту и његовој жени Ен Работ, минијатуре портрета које је помињао Чемберлен. Сер Роберт Сесил је дао Бомонту портрете себе и свог оца Вилијама Сесила које је насликао Џон де Крит, што га је коштало 8 фунти.
Шпански амбасадор укључен у преговоре о Лондонском уговору 1604, Хуан Фернандез де Веласко,констабл од Кастиље, наручио је драгуље у Антверпену као поклоне за расподелу на енглеском двору. Против садашњег обичаја у Антверпену, покушао је да купи накит ван локалне трговачке традиције и био је глатко одбијен. Веласко је давао драгуље истакнутим личностима у домаћинству Ане од Данске за које је изгледало да ће промовисати католичку ствар. Лејди Ана Хеј добила је златно сидро опточено са 39 дијаманата, а Џин Драмонд драгуљ од аигрета или перја опточен са 75 дијаманата, оба комада је обезбедио бриселски драгуљар Жан Гизе.

## Деветнаеси века
После Бечког конгреса (1814–1815), Rundell, Bridge, and Rundell, златари британске краљевске породице и владе, припремили су 22 бурмутије у вредности од 1000 гвинеја свака за дипломатске поклоне.
Средином 19. века, један кинески дипломата је дао дарове слика (његових портрета) представницима Италије, Велике Британије, Сједињених Америчких Држава и Француске у склопу преговора са Западом о контроли земље и трговине у Кини након Првог опијумског рата.

## Двадесети век
Док је био државни секретар САД, Џејмс Бејкер је прихватио сачмарицу од министра спољних послова Совјетског Савеза Едуарда Шеварнадзеа.

## Грешке
Дипломатски поклони имају потенцијал да запечате међународна пријатељства, али и да буду одбијени, да изгледају неусклађени или да случајно пошаљу погрешну поруку. Тајван је одбио понуду Народне Републике Кине да прихвате панду на поклон. Поклон „британског“ стола за стони тенис из 2012. председнику Обами изгледао је идеалан све док се није открило да је дизајниран у Уједињеном Краљевству, али да је направљен у Кини, изазивајући забринутост због опадања британске производне индустрије. Други пример, десио се 2015. на Тајвану, где је дошло до сукоба симболике културе између британског министра и градоначелника Тајпеја, где давање сатова има различита симболичка значења у УК и кинеској култури; у Уједињеном Краљевству има позитивно значање док је у кини симболика негативна.
- Ковчег са сингалским и хришћанским сликама. Поклон краља Кота краља Португала, око 1557. године.
- The Infanta Isabella Clara Eugenia, Archduchess of Austria, pictured together with her dwarf, дело Франса Поурбуса млађег. Поклон Џејмсу VI од Шкотске, 1603.
- АмбасадорЈугославије Здравко Печар уручује дипломатски поклон у земљи домаћину.
- Цигарете кохиба су често коришћене као дипломатски поклон Кубе Фидела Кастра.
- Министар одбране Црне Горе и официр америчке морнарице размењују поклоне 2007. године током пријема поводом обележавања прве године независности Црне Горе.